# Infadels

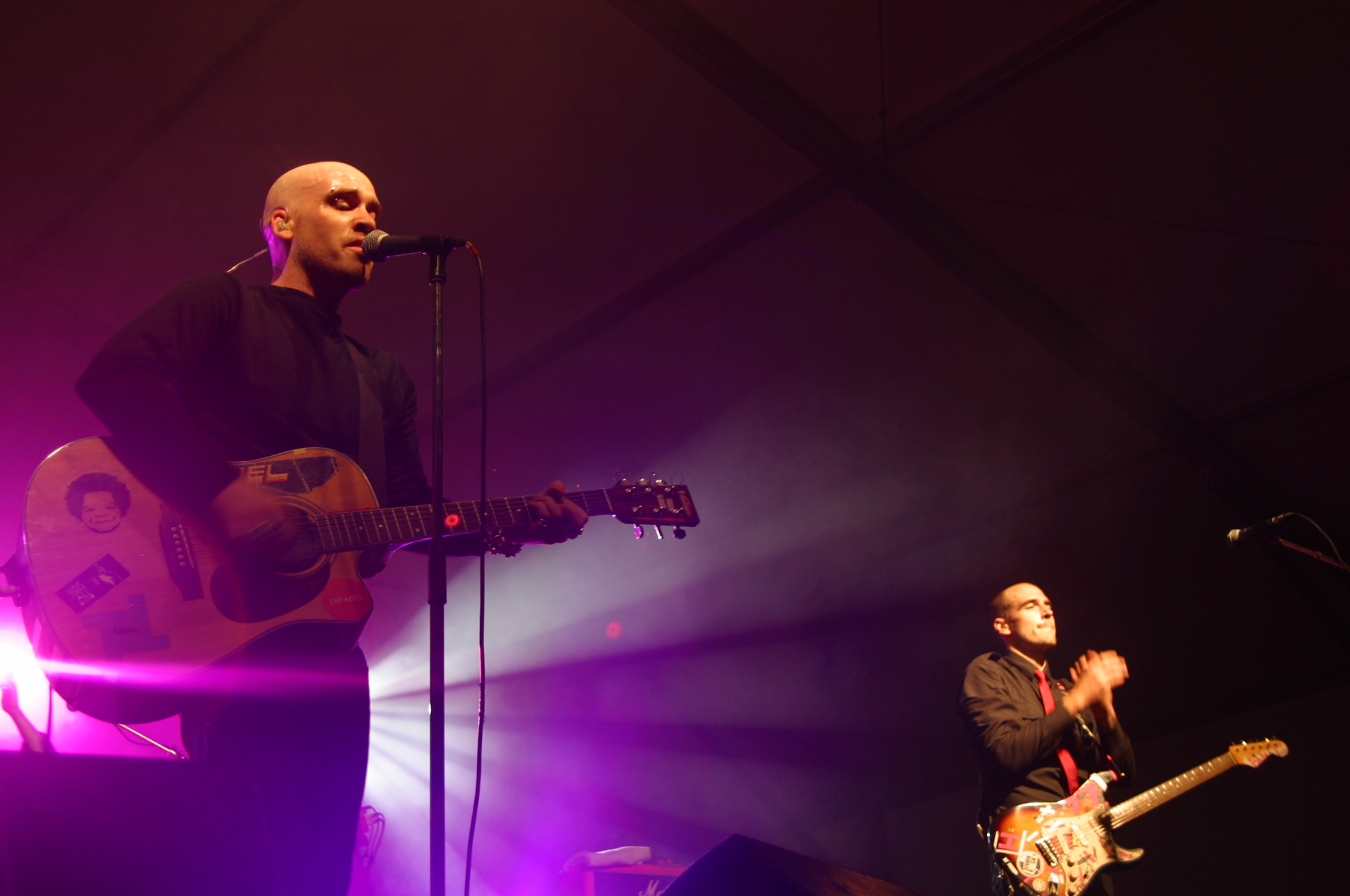
Infadels in 2006

Infadels is een Britse punkfunkgroep die in 2005 bekendheid kreeg met de single Jagger '67. De stijl van de band kan omschreven worden als rock met dance invloeden en strakke ritmes. Soort– en tijdgenoten van de band zijn LCD Soundsystem en Tiefschwarz.
In 2006 wordt het album We Are Not The Infadels uitgebracht, met hierop de single Can't Get Enough. In 2005 stond de band op het London Calling festival en in 2006 speelde de band op Pinkpop, Parkpop en Lowlands. In 2008 speelde de band op Pukkelpop en wederom op Lowlands. In 2009 traden ze op als headliner van Werfpop (in Leiden, op 12 juli) en Geuzenpop (in Enschede, op 29 Augustus).
Op 1 september 2012 meldde de band via hun Facebook-pagina dat ze een punt achter de band hebben gezet. 

## Bandleden
- Bnann Watts (vocalen)
- Matt Gooderson (gitaar/programmering)
- Wag Marshall Page (bas)
- Richie Vernon (vocalen/toetsen)
- Alex Bruford (drums)

## Discografie

### Albums
| Album met eventuele hitnotering(en) in de Nederlandse Album Top 100 | Datum van verschijnen | Datum van binnenkomst | Hoogste positie | Aantal weken | Opmerkingen |
| ------------------------------------------------------------------- | --------------------- | --------------------- | --------------- | ------------ | ----------- |
| We are not the Infadels                                             | 2006                  | 04-02-2006            | 53              | 6            |             |
| Universe in Reverse                                                 | 2008                  | 21-06-2008            | 38              | 3            |             |
| The Future of the Gravity Boy                                       | 2012                  | 19-03-2012            |                 |              |             |

### Singles
| Single met eventuele hitnotering(en) in de Nederlandse Top 40 | Datum van verschijnen | Datum van binnenkomst | Hoogste positie | Aantal weken | Opmerkingen |
| ------------------------------------------------------------- | --------------------- | --------------------- | --------------- | ------------ | ----------- |
| Jagger '67                                                    | 2006                  | -                     |                 |              |             |
| Can't get enough                                              | 2006                  | -                     |                 |              |             |
| Love like semtex                                              | 2006                  | -                     |                 |              |             |